# Platypus
A Platypus egy Amerikából származó, 1997-től 2000-ig tevékenykedett progresszív rock supergroup volt, amely a Dream Theater, a King's X és a Dixie Dregs zenekarok tagjaiból állt.
Rod Morgenstein dobos, Ty Tabor gitáros-énekes, Derek Sherinian billentyűs és John Myung basszusgitáros alkotta ezt az együttest. 
1997-ben alakultak meg. Hároméves fennállásuk alatt két nagylemezt dobtak piacra. A zenei stílusukat a progresszív rock és a fúziós dzsessz keverékeként lehet legjobban meghatározni. 2000-ben feloszlottak, és a tagok új együttest alkottak The Jelly Jam néven.

## Diszkográfia/Stúdióalbumok
- When Pus Comes to Shove (1998)
- Ice Cycles (2000)